# Kunstjahr 1925

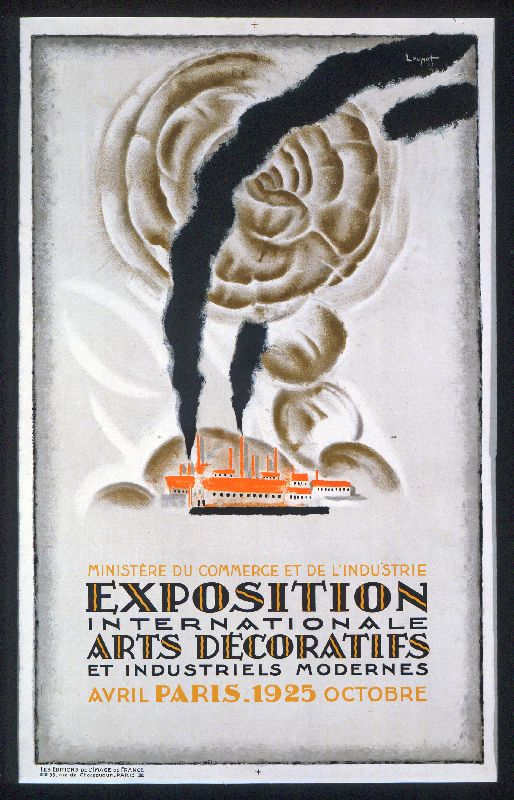
Plakat der Weltausstellung in Paris 1925

Liste der Kunstjahre

◄◄ | ◄ | 1921 | 1922 | 1923 | 1924 | Kunstjahr 1925 | ►►

Weitere Ereignisse

## Ereignisse

### Architektur und Design
- 9. Juni: König George V. von Großbritannien und seine Ehefrau Maria von Teck weihen nach 10-jähriger Bauzeit das Wills Memorial Building der University of Bristol ein.
- 20.–24. Juni: Anlässlich der Tagung des Deutschen Werkbundes in Bremen wird dort der von Heinz Stoffregen entworfene Werbeturm fertiggestellt.

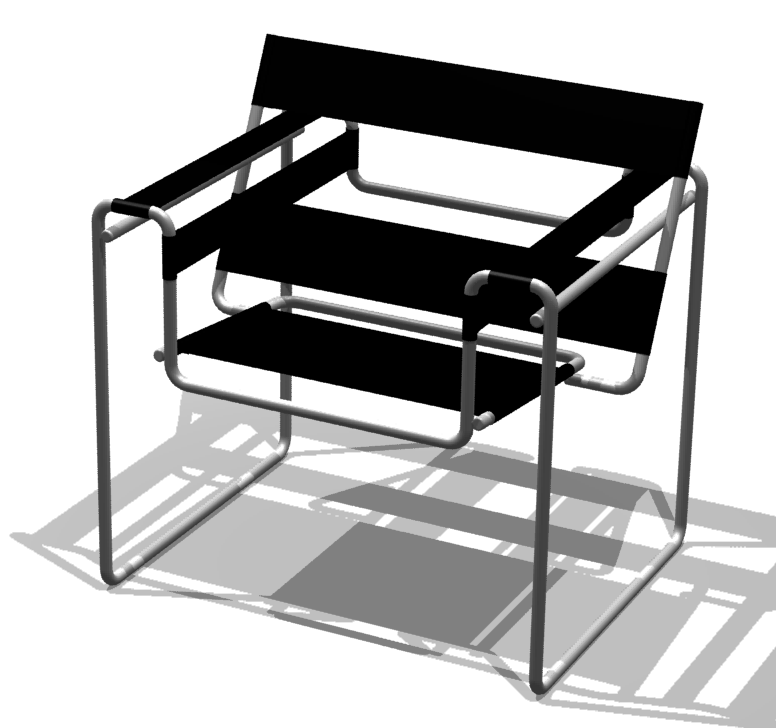
Clubsessel B 3, bekannt als „Wassily-Chair“

- Das Bauhaus übersiedelt von Weimar nach Dessau, wo Walter Gropius das Bauhausgebäude Dessau entwirft. Hier entstehen die ersten Möbel aus dem neuartigen Material Stahlrohr, wie der Clubsessel B 3 von Marcel Breuer. Auch die ersten Bände der Bauhausbücher kommen heraus.
- Das Haus Albinistraße 25 in Wetzlar wird als Büro und Lagerhaus mit Einliegerwohnung durch den Architekten Veit aus Wetzlar errichtet. Es ist heute ein Kulturdenkmal.
- Das Morrison Hotel in Chicago wird fertiggestellt. Es ist zu diesem Zeitpunkt das höchste Hotel der Welt.

### Malerei
- 17. Dezember: Die Mexikanerin Frida Kahlo wird Opfer eines schweren Busunglücks, bei dem sich eine Stahlstange durch ihr Becken bohrte, so dass sie ihren Alltag fortan immer wieder liegend und in einem Ganzkörpergips oder Stahlkorsett verbringen muss. Zum Zeitvertreib beginnt sie, im Bett zu malen.

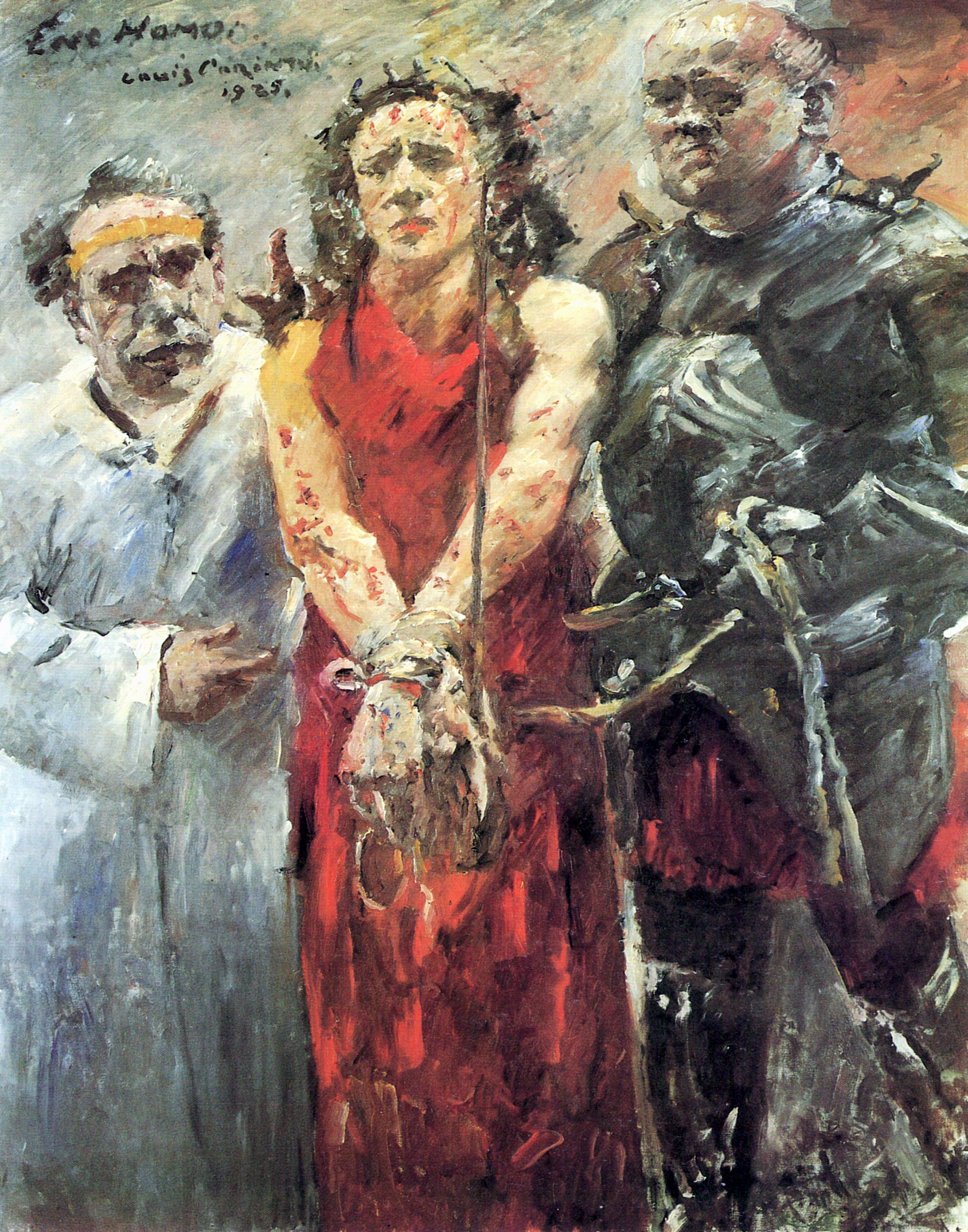
Ecce Homo (1925), Kunstmuseum Basel

- Lovis Corinth wird Ehrenmitglied der Bayerischen Akademie der Künste, in Berlin werden seine Aquarellmalereien ausgestellt. Zu seinen letzten großen Werken gehören Die schöne Frau Imperia sowie sein letztes großes Werk Ecce Homo. Am 17. Juli stirbt er in der Nähe von Amsterdam an einer Lungenentzündung.
- Edward Hopper malt in Öl auf Leinwand House by the Railroad.
- Tamara de Lempicka malt eines ihrer bekanntesten Bilder, das Porträt der Herzogin de la Salle in Öl auf Leinwand.

### Bildhauerei

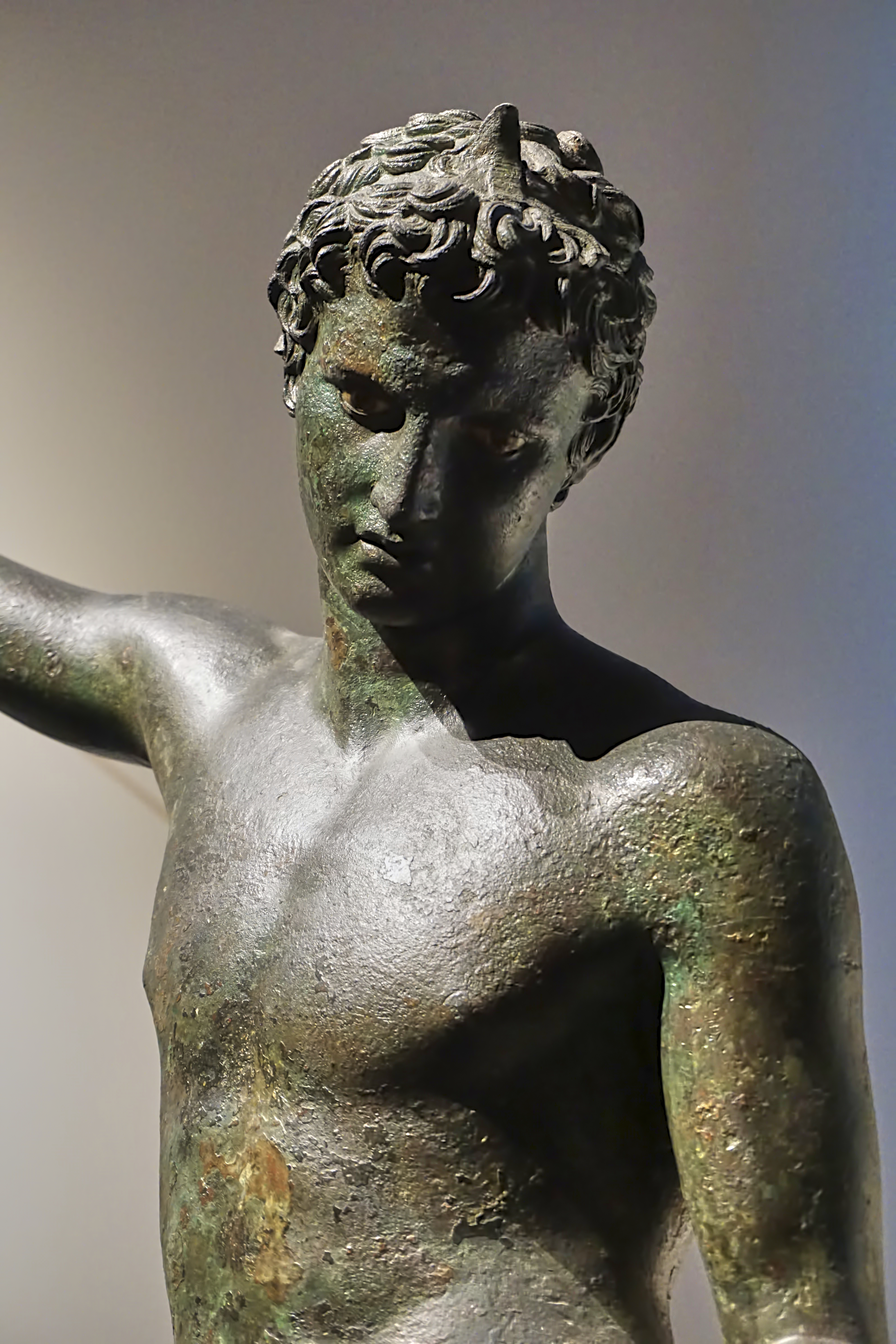
Jüngling von Marathon (Detail)

- Juni: Der Jüngling von Marathon, eine unterlebensgroße Bronzeplastik, wird aus dem Ägäischen Meer gefischt. Das der griechischen Spätklassik zugeordnete, auf 340–330 v. u. Z. datierte Kunstwerk wird der Schule des Bildhauers Praxiteles zugeschrieben oder mit dem Bildhauer Lysippos in Verbindung gebracht.

### Museen und Ausstellungen

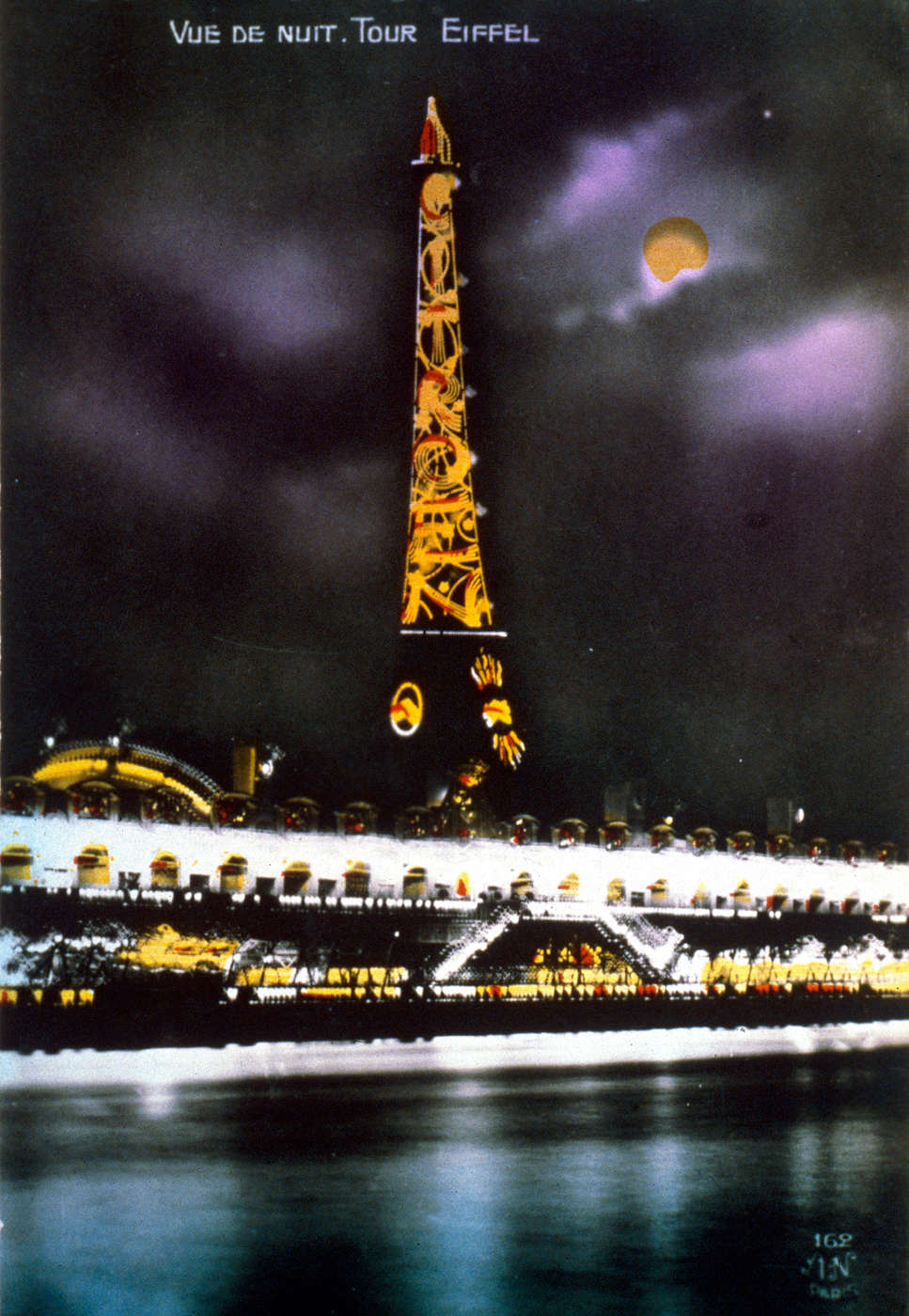
Eiffelturm während der Weltausstellung 1925 mit Leuchtreklame von André Citroën

- 28. April bis 8. November: In Paris findet mit 10-jähriger Verspätung die Exposition internationale des arts décoratifs et industriels modernes, eine Weltausstellung des Kunstgewerbes und des Industriedesigns, statt. Nach ihr wird später der Stil Art déco benannt. Etwa 16 Millionen Menschen besuchen die Ausstellung mit 15.000 Ausstellern aus 18 Ländern. Vorgestellte Neuheiten sind unter anderen Sperrholzmöbel und die Wohnmaschine von Le Corbusier. Die ursprünglich bis 25. Oktober geplante Ausstellung wird wegen des großen Besucherandrangs um zwei Wochen verlängert.

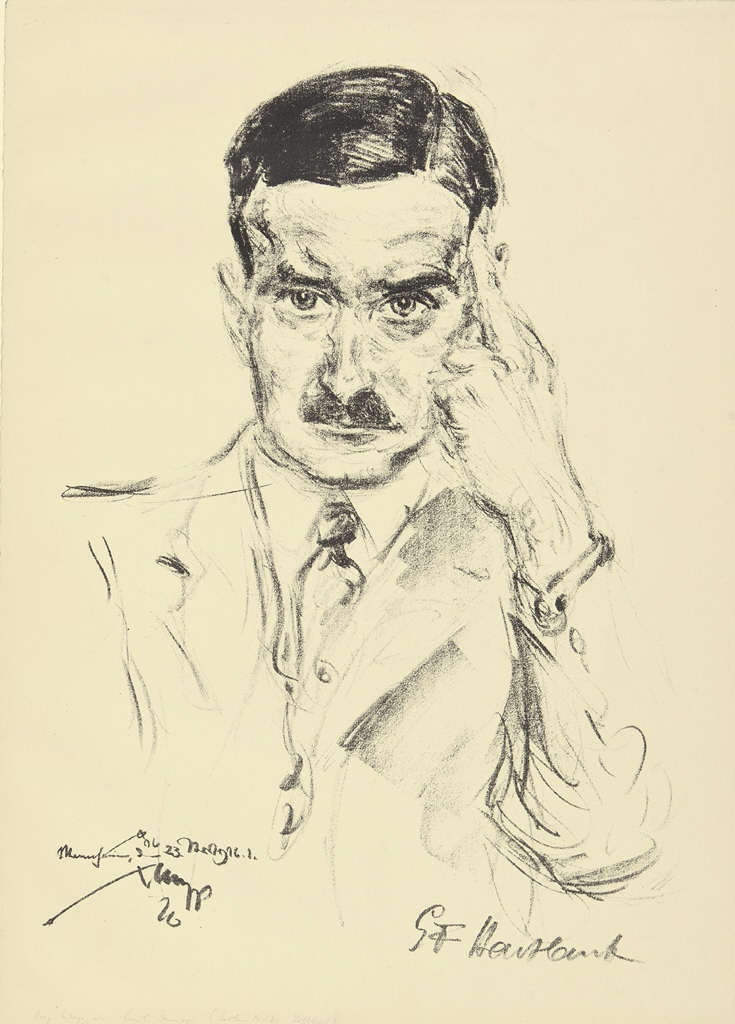
Emil Stumpp: Portrait GF Hartlaub, Lithographie, 1926 (Kunsthalle Mannheim)

- 14. Juni: In der Kunsthalle Mannheim wird unter der Leitung des Direktors Gustav Friedrich Hartlaub die Ausstellung Die Neue Sachlichkeit. Deutsche Malerei seit dem Expressionismus eröffnet. Die Ausstellung dauert bis zu 18. September und prägt den Namen für die Kunstströmung Neue Sachlichkeit der 20er- und 30er-Jahre. Zu sehen sind Werke von Max Beckmann, Otto Dix, George Grosz, Heinrich Maria Davringhausen, Adolf Erbslöh, Ernst Fritsch, Nicolas Gluschenko, Ernst Haider, Wilhelm Heise, Karl Hubbuch, Alexander Kanoldt, Walter Schulz-Matan, Carlo Mense, Anton Räderscheidt, Rudolf Schlichter, Georg Scholz, Niklaus Stoecklin und Georg Schrimpf. Ab Oktober ist die Ausstellung in jeweils veränderter Form in weiteren Städten zu sehen: Vom 18. Oktober bis 22. November wird sie im Sächsischen Kunstverein in Dresden gezeigt, zum Jahreswechsel 1925/1926 im Städtischen Museum Kunsthütte in Chemnitz. Mit 4.405 Besuchern verzeichnet die Ausstellung deutlich weniger hohe Besucherzahlen als andere Ausstellungen, die ebenfalls im Jahr 1925 in Mannheim gezeigt werden, erhält aber eine bemerkenswert Presseresonanz.
- In der Gallerie Pierre in Paris wird La Peinture Surrealiste, die erste Gemeinschaftsausstellung der Surrealisten, abgehalten. Joan Miró ist unter anderem mit Karneval des Harlekins vertreten; weitere ausstellende Künstler sind Giorgio de Chirico, Paul Klee, Man Ray, Pablo Picasso, Hans Arp und Max Ernst.
- Die Neue Sammlung, das weltweit erste Designmuseum im späteren Kunstareal München wird als Abteilung für Gewerbekunst am Bayerischen Nationalmuseum offiziell gegründet. Günther von Pechmann wird mit der Leitung betraut.

## Geboren

### Januar bis Juni
- 01. Januar: Mario Merz, italienischer Künstler († 2003)
- 02. Januar: Heinz te Laake, deutscher Künstler der Malerei, Kinetik und Skulptur († 2001)
- 11. Januar: Gisela Bührmann, deutsche Malerin († 2011)
- 12. Januar: Jutta Pallos-Schönauer, deutsche Malerin und Graphikerin († 2020)
- 18. Januar: Arthur Paul, US-amerikanischer Grafikdesigner († 2018)
- 29. Januar: Eleonora Lichtenberg, sowjetische Architektin  († 2025)

- 01. Februar: Siegfried Assmann, deutscher Maler und Bildhauer († 2021)
- 04. Februar: Jutta Hipp, deutsche Jazzpianistin und Malerin († 2003)
- 07. Februar: Josef Rickenbacher, Schweizer Bildhauer († 2004)
- 12. Februar: Joan Mitchell, US-amerikanische Malerin († 1992)
- 22. Februar: Edward Gorey, US-amerikanischer Autor und Illustrator († 2000)
- 24. Februar: Etel Adnan, libanesische Schriftstellerin und Malerin († 2021)
- 28. Februar: Kurt Absolon, österreichischer Maler und Grafiker († 1958)

- 18. März: Georg Piltz, deutscher Kunsthistoriker, Schriftsteller und Herausgeber († 2011)
- 31. März: Bernhard Heisig, deutscher Maler († 2011)

- 07. April: Max Bächer, deutscher Architekt († 2011)
- 18. April: Heinrich Handorf, deutscher Architekt († 2022)
- 26. April: Dieter von Andrian, deutscher Grafiker († 1992)
- 30. April: Eva Zippel, deutsche Bildhauerin († 2013)

- 02. Mai: Eva Aeppli, Schweizer Materialkünstlerin († 2015)
- 08. Mai: Dino Attanasio, italienischer Comiczeichner
- 08. Mai: André-Paul Duchâteau, belgischer Comic-Autor († 2020)
- 15. Mai: Ralph Eugene Meatyard, US-amerikanischer Fotograf († 1972)
- 15. Mai: Klaus Meyer-Gasters, deutscher Aquarell-Zeichner († 2016)
- 16. Mai: Hannes Hegen, deutscher Grafiker und Comiczeichner († 2014)
- 18. Mai: Justus Dahinden, Schweizer Architekt († 2020)
- 20. Mai: Horst Alisch, deutscher Karikaturist und Comic-Zeichner († 2020)
- 21. Mai: Stefan Gierowski, polnischer Maler († 2022)
- 22. Mai: Jean Tinguely, Schweizer Maler, Bildhauer und Experimental-Künstler († 1991)
- 24. Mai: Gladys Afamado, uruguayische Künstlerin und Schriftstellerin († 2024)
- 25. Mai: René Carcan, belgischer Künstler († 1993)
- 31. Mai: Frei Otto, deutscher Architekt, Architekturtheoretiker und Professor († 2015)

- 07. Juni: Karl Weschke, deutsch-britischer Maler († 2005)
- 16. Juni: Otto Muehl, österreichischer Aktionskünstler, Vertreter des Wiener Aktionismus († 2013)
- 21. Juni: Stanley Moss, US-amerikanischer Dichter, Verleger und Kunsthändler († 2024)
- 25. Juni: Peter C. von Seidlein, deutscher Architekt († 2014)
- 25. Juni: Robert Venturi, US-amerikanischer Architekt und Architekturtheoretiker († 2018)
- 26. Juni: Ursula Hensel-Krüger, deutsche Bildhauerin († 1992)
- 26. Juni: Jürgen Joedicke, deutscher Architekt, Architekturtheoretiker und Hochschullehrer († 2015)
- 26. Juni: Erich Reusch, deutscher Bildhauer und Architekt († 2019)

### Juli bis Dezember
- 09. Juli: Peter Ludwig, deutscher Industrieller und Kunst-Mäzen († 1996)
- 06. August: Josef Heinrich Darchinger, deutscher Fotograf († 2013)
- 11. August: Rune Andréasson, schwedischer Comic-Zeichner und Trickfilmer († 1999)

- 06. September: Max Imdahl, deutscher Kunsthistoriker († 1988)
- 14. September: Wiktor Zin, polnischer Architekt und Zeichner († 2007)
- 15. September: James Coignard, französischer Maler und Grafiker († 2008)
- 17. September: Hildegard Bienen, deutsche bildende Künstlerin († 1990)

- 07. Oktober: Karlheinz Hoffmann, deutscher Bildhauer († 2011)
- 08. Oktober: Paul Van Hoeydonck, belgischer Künstler († 2025)
- 11. Oktober: Wander Bertoni, österreichischer Bildhauer († 2019)
- 11. Oktober: Elmar Hillebrand, deutscher Bildhauer († 2016)
- 16. Oktober: Oskar Koller, deutscher Maler († 2004)
- 17. Oktober: Pierre Koenig, US-amerikanischer Architekt († 2004)
- 22. Oktober: Robert Rauschenberg, US-amerikanischer Maler und Objektkünstler († 2008)

- 11. November: Oscar Asboth, ungarischer Maler († 1991)
- 24. November: Rubén Elosegui, argentinischer Bildhauer und Maler († 1991)

- 14. Dezember: Annemie Fontana, Schweizer Künstlerin († 2002)
- 17. Dezember: Calvin Tomkins, US-amerikanischer Schriftsteller und Kunstkritiker
- 20. Dezember: Fred Angerer, deutscher Architekt († 2010)
- 22. Dezember: Walter Womacka, deutscher Künstler und Kulturfunktionär der DDR († 2010)

### Genaues Geburtsdatum unbekannt
- Kurt Ard, dänischer Illustrator, Maler und Grafiker
- Irmgard Stecher-Borbe, deutsche Malerin und Grafikerin († 2009)

## Gestorben

### Todesdatum gesichert
- 24. Januar: Adele Bloch-Bauer, österreichische Unternehmergattin und Modell von Gustav Klimt (* 1881)

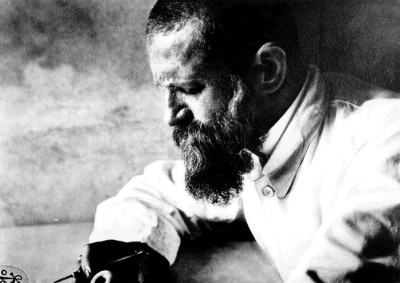
Robert Koldewey, Babylon 1906

- 4. Februar: Robert Koldewey, deutscher Architekt und Archäologe (* 1855)

- 11. März: Clara Weaver Parrish, US-amerikanische Malerin, Designerin, Druckgrafikerin und Glasmalerin (* 1861)
- 19. März: Marie Elisabeth Moritz, deutsche Malerin (* 1860)

- 1. April: Emma Dobigny, französisches Modell berühmter Maler (* 1851)
- 9. April: Johannes Mayerhofer, österreichischer Künstler und Autor (* 1859)
- 9. April: Agnes Steiner, deutsche Blumenmalerin und Lithografin (* 1845)
- 14. April: John Singer Sargent, US-amerikanischer Maler (* 1856)
- 15. April: August Endell, deutscher Architekt (* 1871)

- 19. Mai: Helma Heynsen-Jahn, deutsche Porträtmalerin (* 1874)
- 9. Juni: David Edward Cronin, US-amerikanischer Maler (* 1839)
- 13. Juli: Kristiane Konstantin-Hansen, dänische Textilkünstlerin, Weberin und Frauenrechtlerin (* 1848)

- 17. Juli: Lovis Corinth, deutscher impressionistischer Maler (* 1858)
- 22. Juli: Albert Jaegers, deutsch-amerikanischer Bildhauer (* 1868)
- 23. Juli: Alberto Valenzuela Llanos, chilenischer Maler (* 1869)

- 8. August: Nikolai von Astudin, russischer Landschaftsmaler (* 1847)
- 10. August: Eduard Arnhold, deutscher Unternehmer, Kunstmäzen und Philanthrop (* 1849)
- 15. August: Konrad Mägi, estnischer Landschaftsmaler und Kunstpädagoge (* 1878)

- 21. Oktober: Heinrich von Angeli, österreichischer Maler (* 1840)
- 16. November: Carl Johann Becker-Gundahl, deutscher Kirchenmaler und Zeichner (* 1856)

- 26. Dezember: Jan Letzel, tschechischer Architekt (* 1880)
- 29. Dezember: Félix Vallotton, Schweizer, später französischer Maler, Holzstecher und Schriftsteller (* 1865)

### Genaues Todesdatum unbekannt
- Alberto Lobos, chilenischer Maler (* 1892)
- Jaime Torrent, chilenischer Maler (* 1893)